# Daniel Gibert i Gatell
Daniel Gibert i Gatell   (els Monjos, 13 d'agost de 1987) és un pilot de trial i enduro català. Dins la modalitat del trial va guanyar el campionat d'Europa juvenil (2001), la Copa del món Youth 125 (2004), el campionat del món Júnior (2006) i el Campionat d'Europa (2007).
Des del 2008 competeix en enduro enquadrat en l'equip oficial de KTM, havent quedat Campió de Catalunya en la categoria E3 el 2008.

## La Copa del món Youth 125 del 2004
La temporada del 2004, la FIM va introduir un canvi en el reglament esportiu del trial en què s'obligava els pilots a tenir l'edat mínima determinada per les normes de circulació per tal de poder pilotar motocicletes de cilindrada superior als 125cc (havien de ser, per tant, majors de 18 anys). Fins aleshores, els pilots podien competir amb motocicletes de cilindrada lliure tot i ser menors d'edat, com ja havia fet Dani Gibert amb anterioritat. Això va suposar que pilots amb nivell demostrat per a competir amb cilindrades superiors haguessin de fer-ho amb motocicletes de 125cc. Aquest canvi de normativa va agafar les marques per sorpresa, trobant-se que no disposaven de motos d'aquesta cilindrada amb prou prestacions per a pilots de nivell. Gas Gas, la marca amb què competia Gibert, disposava de model de trial de 125cc, però orientat a la pràctica d'aquest esport a nivell d'iniciació.
Els dos principals pilots d'aquestes edats, Daniel Gibert i Daniel Oliveras, van tenir problemes per a aplicar el seu nivell tècnic amb aquest tipus de motocicletes. Malgrat això, potser per la proximitat d'Oliveras (resident a Vilablareix) amb la fàbrica de Salt i més facilitat per a millorar les prestacions de la seva moto, Daniel Oliveras va guanyar les tres primeres proves del campionat que es va instaurar a mida de la nova normativa (la FIM Youth Trial Cup 125cc). Daniel Gibert es va veure desbordat per les prestacions del seu rival a les dues primeres jornades de Portugal i va acudir al seu patrocinador, la botiga especialitzada en trial Scottishtrial, en cerca d'ajuda.

### La Gas Gas de Gibert
Els propietaris de la botiga, que en aquells temps estaven col·laborant en diferents projectes amb el reconegut tècnic Jordi Martín Clerch, van exposar-li a aquest la problemàtica. Martín Clerch, després de reunir-se amb pilot i patrocinadors, va concloure que el jove Gibert podia remuntar i arribar a guanyar el campionat si se l'ajudava. D'aquí en va sortir un nou compromís d'esponsorització de la botiga, el tècnic i el pilot, pel qual la botiga es comprometia a aconseguir que la seva moto de 125cc fos més competitiva que la dels seus rivals aprofitant l'experiència de Martín Clerch.
Per tal d'aconseguir-ho, es va desmuntar completament el motor de la moto, observant que per la seva configuració de multi-cilindrada era procliu a pèrdues i fuites de potència. Se'n va modificar l'anell d'ajustament de la base del cilindre i se li va calibrar tota la termodinàmica, cigonyal i biela, coixinets d'alt rendiment, llumeneres del cilindre, faldilles del pistó i, sobretot, una culata redissenyada i descomprimida, amb un especial squish i un estudiat efecte venturi per a un ràpid moviment dels gasos d'escapament i admissió. També se'l va dotar d'unes làmines d'admissió fabricades amb un "composite" especial i una carburació ajustada a tot el conjunt de millores. El resultat va ser una moto que obtenia una resposta motora superior a qualsevol de la competència.

### La rivalitat amb Oliveras
Després de Portugal van arribar les dues sessions de França, on el primer dia va guanyar Dani Oliveras per manca d'adaptació de Gibert a la resposta de la seva nova moto (li va ser lliurada pocs dies abans d'aquesta prova), però el segon ja va guanyar Dani Gibert. Tot i així, a manca de quatre jornades, Dani Oliveras duia tres victòries per una Gibert. A continuació va venir la cursa d'Andorra, on Dani Gibert va tornar a guanyar. Anaven tres a dos a favor d'Oliveras. Seguidament, els dos dies d'Itàlia, amb repartiment de victòries. Quatre a tres per a Oliveras. Tot s'havia de jugar a les dues jornades de Suïssa.
Un cop a Moutier, on, si es volia proclamar campió, Gibert havia de vèncer els dos dies, el seu equip va comprovar que hi havia zones a una altitud de més de 1.200 metres, cosa que els feia patir per la pèrdua de potència habitual en aquestes altituds (en motors alimentats per carburador s'estimen generalment sobre un 10%, degut a la disminució de densitat de l'aire). Això en un motor de baixa cilindrada és fatal a l'hora de superar forts desnivell sobtats. Posats en contacte amb els patrocinadors i aquests amb el tècnic, la resposta va ser que fins a 2.000 metres no s'havia de modificar res del seu motor, aconsellant a Gibert que pilotés com sempre i que no s'amoïnés per la mecànica. Un cop tranquil·litzat per l'aspecte tècnic el resultat va ser incontestable: dues victòries. Gràcies a això, Dani Gibert guanyà el primer campionat d'aquesta nova categoria. L'any següent, en canvi, el campió fou Dani Oliveras, mentre que Gibert passà a competir al mundial júnior (un campionat anomenat actualment Trial2) i en fou subcampió per darrere de James Dabill.

## Palmarès en trial
| Any          | Motocicleta  | C. del Món outdoor | C. d'Espanya outdoor | C. d'Espanya indoor | Altres                   |
| ------------ | ------------ | ------------------ | -------------------- | ------------------- | ------------------------ |
| 2001         | Gas Gas      | -                  | 1r Cadet             | -                   | Campió d'Europa juvenil  |
| 2002         | Gas Gas      | -                  | -                    | -                   |                          |
| 2003         | Gas Gas      | -                  | -                    | -                   |                          |
| 2004         | Gas Gas      | -                  | 12è                  | -                   | Campió del Món juvenil   |
| 2005         | Gas Gas      | -                  | 6è                   | 9è                  | Subcampió del Món júnior |
| 2006         | Montesa      | -                  | 8è                   | 9è                  | Campió del Món júnior    |
| 2007         | Montesa      | 14è                | 8è                   | 7è                  | Campió d'Europa          |
| Total títols | Total títols | 0                  | 1                    | 0                   | 4                        |

1. ↑   Al total de títols s'hi compten tots els campionats internacionals guanyats